# Chiesa di San Giuseppe Lavoratore (Ontraino)
La Chiesa di San Giuseppe Lavoratore è un edificio di culto situato a Ontraino, nella Parrocchia dei SS. Martino e Stefano di San Miniato Basso, nel Comune di San Miniato.

## Storia
A Ontraino esistevano due antiche chiese dedicate rispettivamente a santo Stefano, suffraganea della pieve di San Leonardo a Ripoli, e a Santa Maria Assunta a Soffiano, suffraganea della pieve di San Saturnino di Fabbrica. Con le soppressioni leopoldine, nel 1780 le due chiese parrocchiali vennero soppresse e i benefici andarono a costituire la dotazione della nuova chiesa dei Santi Martino e Stefano al Pinocchio, oggi San Miniato Basso. Mentre la chiesa di Santa Maria a Soffiano venne sconsacrata e alienata, la chiesa di Santo Stefano continuò ad ospitare le funzioni religiose fino al 1944, quando rimase distrutta durante il passaggio del fronte della seconda guerra mondiale. Per circa un decennio le celebrazioni liturgiche vennero officiate in un locale messo a disposizione dalla Fattoria Scaletta. Vista la necessità di costruire una nuova chiesa per la comunità di Ontraino, don Nello Micheletti, proposto di San Miniato Basso, intraprese la costruzione della nuova chiesa nel 1955. Non lontano si trova anche l'oratorio di San Marcellino a Roffia di proprietà privata.

## Descrizione
L'edificio presenta una pianta rettangolare, con copertura a capanna. Sopra la porta di ingresso è installato un bassorilievo raffigurante il titolare san Giuseppe Lavoratore. Fino al 2001 la chiesa venne regolarmente officiata; dopo alcuni anni di chiusura, attualmente la chiesa è stata messa a disposizione della locale comunità di rito ortodosso.